# نقشه من اینه
نقشهٔ من اینه (کره‌ای: 목표가 생겼다؛ انگلیسی: Here's My Plan) یک مجموعه تلویزیونی محصول کره جنوبی سال ۲۰۲۱ با بازی کیم هوان هی، ریو سو یونگ و کیم دو هون است. فیلم‌نامه این مجموعه در مسابقه فیلم‌نامه ام‌بی‌سی دراما ۲۰۲۰ جایزه اثر برجسته را دریافت کرد. این مجموعه از ۱۹ تا ۲۷ مه ۲۰۲۱ از ام‌بی‌سی پخش شد.